# Clappia umbilicata
Clappia umbilicata foi uma espécie de gastrópode da família Hydrobiidae.
Era endémica dos Estados Unidos da América.
O seu habitat natural eram rios.